# Sebastian Deisler
Sebastian Deisler (* 5. ledna 1980, Lörrach) je bývalý německý fotbalista. Hrával v záložní řadě, obvykle na postu ofenzivního záložníka.
V roce 2007 ukončil ve věku 27 let profesionální kariéru fotbalisty z důvodu fyzických i psychických problémů.

## Klubová kariéra
S profesionálním fotbalem začal v Borusii Mönchengladbach, kde vydržel jednu sezónu, než odešel za 2 miliony euro do Herthy Berlín. Zde po tři sezóny rozvíjel svůj talent. V létě 2002 přestoupil za 9 milionů euro do Bayernu Mnichov, kde hrál až do konce kariéry.

## Reprezentační kariéra
V reprezentaci odehrál přes třicet utkání, v nichž vstřelil tři branky. Byl součástí německé sestavy pro mistrovství Evropy 2000 a pro Konfederační pohár o pět let později. Kvůli zranění však přišel o dvě mistrovství světa – v roce 2002 a 2006.

## Úspěchy
Bayern Mnichov
- Bundesliga
  - 1. místo (2002/03, 2004/05 a 2005/06)
  - 2. místo (2003/04)
- Pohár DFB
  - 1. místo (2002/03, 2004/05 a 2005/06)

Německo
- Konfederační pohár
  - 3. místo (2005)

## Osobní život
S přítelkyní Eunice nejsou sezdáni, ale mají syna Raphaela.